# Big Bad World
Big Bad World is het vijfde studioalbum van de Amerikaanse groep de Plain White T's. 

## Lijst van nummers
1. "Big Bad World" - 3:07
2. "Natural Disaster" - 3:40
3. "Serious Mistake" - 3:32
4. "Rainy Day" - 3:11
5. "1, 2, 3, 4" - 3:18
6. "That Girl" - 3:07
7. "Sunlight" - 3:50
8. "I Really Want You" - 2:58
9. "Meet Me In California" - 3:34
10. "Someday" - 3:40